# 大槻勝紀
大槻 勝紀（おおつき よしのり）は、日本の解剖学者、医学博士。大阪医科薬科大学学長。同解剖学教室教授。

## 経歴
- 大阪府立三国丘高等学校卒業[1]
- 1978年（昭和53年）大阪医科大学卒業[1]
- 1982年（昭和57年）大阪医科大学産婦人科学教室助手[1]
- 1986年（昭和61年）大阪医科大学院医学研究科修了、同第一解剖学教室講師[1]
- 1988年（昭和63年）オーストラリア国立大学特別研究員[1]
- 1991年（平成3年）大阪医科大学第一解剖学教室（現・解剖学教室）教授[1]
- 2004年（平成16年）同学生部長[1]
- 2005年（平成17年）同学務部長[1]
- 2007年（平成19年）同教育機構長　同広報・入試センター長[1]
- 2015年（平成27年） 同学長[1]

## 所属学協会
- 日本生化学会 [2]
- 日本細胞生物学会 [2]
- 日本癌学会 [2]
- 日本産科婦人科学会 [2]
- 日本臨床電顕学会 [2]
- 日本組織細胞化学会 [2]
- 国際リンパ学会 [2]
- 日本リンパ学会 [2]
- 日本顕微鏡学会 [2]
- 日本解剖学会 [2]